# Млодзянув (Великопольське воєводство)
Млодзянув (пол. Młodzianów) — село в Польщі, у гміні Кавенчин Турецького повіту Великопольського воєводства.
Населення — 67 осіб (2021).
У 1975-1998 роках село належало до Конінського воєводства.

## Демографія
Демографічна структура станом на 2021 рік:
|          | Загалом | Допрацездатний вік | Працездатний вік | Постпрацездатний вік |
| -------- | ------- | ------------------ | ---------------- | -------------------- |
| Чоловіки | 38      | 10                 | 26               | 2                    |
| Жінки    | 29      | 11                 | 12               | 6                    |
| Разом    | 67      | 21                 | 38               | 8                    |